# Chicken Little
Chicken Little is een Amerikaanse computeranimatiefilm uit 2005, geproduceerd door Walt Disney Feature Animation. Het is de 46e tekenfilm die geproduceerd is door Disney, en (na Dinosaur) de tweede computergeanimeerde film, volledig geproduceerd door Walt Disney Pictures. De film ging op 4 november 2005 in de Verenigde Staten in première, waarop Nederland op 16 november van datzelfde jaar volgde.
Het verhaal van de film is losjes gebaseerd op de fabel “The Sky Is Falling”. In 1943 maakte Disney reeds een kort animatiefilmpje gebaseerd op deze fabel, eveneens getiteld “Chicken Little”.

## Verhaal
Chicken Little is een kleine kip die leeft in een wereld vol pratende dieren. Hij is erg nerveus en doet soms domme dingen.
Op een dag vernietigt hij bijna zijn stad door een vals alarm af te roepen omdat de hemel naar beneden zou vallen. Hij denkt dit omdat er een vreemd voorwerp op zijn hoofd gevallen is toen hij onder een eikenboom zat. Hij kan het voorwerp nadien echter niet meer terugvinden. Iedereen denkt dat hij natuurlijk gewoon een eikel op zijn hoofd heeft gekregen, en maakt hem uit voor dom omdat hij dacht dat de hemel werkelijk naar beneden kwam. Tot een jaar na het incident is hij nog steeds het mikpunt van spot. Zijn enige vrienden zijn ook enigszins buitenstaanders: de lelijke eend Abby Mallard, het dikke varken Runt of the Litter, en de vis Fish out of Water.
In een poging het respect van de stad terug te winnen, schrijft Chicken Little zich in voor het honkbalteam van zijn school. Iedereen verwacht dat hij er niks van bakt, maar tegen alle verwachtingen in blijkt hij een talent te zijn en wint voor zijn team een grote wedstrijd. Hij wordt alom onthaald als held.
Die nacht valt er weer iets vreemds op zijn hoofd. Het is hetzelfde voorwerp als een jaar eerder, maar nu kan Chicken Little het beter bekijken. Het blijkt een vreemd apparaat te zijn dat zichzelf kan camoufleren, wat verklaart waarom hij het eerder niet meer terug kon vinden. Hij roept zijn vrienden erbij om uit te zoeken wat het is. Wanneer Fish per ongeluk een knop op het apparaat indrukt, ontdekken ze dat het apparaat deel uitmaakt van een eveneens gecamoufleerde ufo. Chicken Little probeert wederom alarm te slaan, maar de aliens zijn al weg tegen de tijd dat de inwoners van de stad aan komen rennen en Chicken Little wordt weer niet geloofd.
De volgende dag blijkt dat de aliens bij hun haastige vertrek een kind van hun soort hebben achtergelaten. Niet veel later arriveert een hele vloot ufo’s wat het begin van een invasie lijkt. In werkelijkheid zijn ze enkel op zoek naar de achtergebleven jonge alien. Chicken Little brengt de alien terug, waarna de aanval wordt afgeblazen.
Nu hij de stad heeft gered, krijgt Chicken Little eindelijk de heldenstatus die hij graag wil. Zijn verhaal wordt zelfs verfilmd, zij het in sterk aangepaste vorm.

## Stemmen

##### Engelse stemmen
- Zach Braff - Chicken Little
- Garry Marshall - Buck Cluck
- Don Knotts - Mayor Turkey Lurkey
- Patrick Stewart - Mr. Woolensworth
- Amy Sedaris - Foxy Loxy
- Steve Zahn - Runt of the Litter
- Joan Cusack - Abby Mallard
- Wallace Shawn - Principal Fetchit
- Harry Shearer - Dog Announcer
- Fred Willard - Melvin - Alien Dad
- Catherine O'Hara - Tina - Alien Mom
- Patrick Warburton - Alien Cop
- Adam West - Ace - Hollywood Chicken Little
- Mark Walton - Goosey Loosey
- Mark Dindal - Morkubine Porcupine / Coach

##### Nederlandse stemmen
- Pepijn Gunneweg - Chicken Little
- Edwin Rutten - Buck Cluck
- Rob van de Meeberg - Burgemeester Turkey Lurkey
- Paul van Gorcum - Meester Wollenbroodje
- Nina Deuss - Foxy Loxy
- Jon van Eerd - Billy Big
- Kim-Lian van der Meij - Malle Abby
- Carol van Herwijnen - Directeur Fetchit
- Jack van Gelder - Sportverslaggever
- Erik de Vogel - Melvin de Alien
- Caroline de Bruijn - Tina de Alien
- Stan Limburg - Alien Agent
- Peter Paul Muller - Ace

## Achtergrond

### Productie
Voor de productie van de film werden nieuwe technieken en software geïntroduceerd, waaronder:
- "Chicken Wire", een geometrisch draadmodel van het personage.
- "Shelf Control", wat het mogelijk maakt om het hele model op het scherm te zien, maar wel specifieke delen ervan te kunnen selecteren.
- Nieuwe elektronische schermen waarmee digitale schetsen gemaakt kunnen worden.

### Pixar
Rond de tijd dat Chicken Little werd uitgebracht, dreigde de samenwerking tussen Disney en Pixar Animation Studios (die tot dusver de computeranimatiefilms voor Disney maakte) te stoppen. De verdere onderhandelingen tussen Disney en Pixar hingen sterk af van het succes van Chicken Little. Als de film zou floppen, zou Pixar dit als bewijs kunnen gebruiken dat Disney niet in staat zou zijn zelf goede computeranimatiefilms te maken en hun hulp dus hard nodig zou hebben. Als de film echter wel een succes zou worden, zou Disney juist een sterkere onderhandelingspositie krijgen tegenover Pixar.
De film werd uiteindelijk een matig succes. Het is niet bekend hoe de twee bedrijven hierop inspeelden. Hoewel de film beduidend minder succesvol was, vergeleken met het werk dat Pixar tot dusver had afgeleverd, was de film wel succesvoller dan Disneys eigen laatste paar films. Uiteindelijk besloten beide bedrijven de samenwerking toch voort te zetten.

### Filmmuziek
De film bevat muziek van een groot aantal verschillende artiesten, waaronder enkele bekende namen als Patti LaBelle en Diana Ross. Uniek voor een Disneyfilm is dat enkele van de nummers covers zijn van bestaande popliederen zoals Elton John en Kiki Dees Don't Go Breaking My Heart, Carole Kings It's Too Late en The Spice Girls' hit Wannabe.
De nummers zijn:
1. "Stir It Up" - Patti LaBelle en Joss Stone
2. "One Little Slip" - Barenaked Ladies
3. "Shake a Tail Feather" - The Cheetah Girls
4. "All I Know" - Five for Fighting
5. "Ain't No Mountain High Enough" - Diana Ross
6. "It's Too Late" - Asha
7. "It's the End of the World as We Know It (And I Feel Fine)" - R.E.M.
8. "We Are the Champions" - Zach Braff
9. "Wannabe" - Joan Cusack en Steve Zahn
10. "Don't Go Breaking My Heart"
11. "The Sky Is Falling" (Score)
12. "The Big Game" (Score)
13. "Dad Apologizes" (Score)
14. "Chase to Cornfield" (Score)
15. "Dodgeball" (Score)
16. "Driving with Dad" (Score)

### Ontvangst
De film werd niet erg gunstig onthaald. Op Rotten Tomatoes scoorde de film 37% aan goede beoordelingen, en velen vonden de film hooguit matig.
Qua opbrengst deed de film het beter. De film behaalde tijdens het weekend van de première de hoogste weekendopbrengst, iets wat niet meer was voorgekomen bij een Disneyfim sinds Tarzan in 1999. De weekendopbrengst bedroeg 40 miljoen dollar, waarmee de film samen met De Leeuwenkoning een van de beste premières voor een Disneyfilm ooit kende (exclusief de Disney-Pixar-films). Uiteindelijk bracht de film in Noord-Amerika 135.386.665 dollar op, en wereldwijd 314.432.837 dollar.

## Prijzen en nominaties
Chicken Little won in 2006 drie prijzen:
- De ASCAP Award voor Top Box Office Films
- De Artios Award voor Best Animated Voice-Over Feature Casting (Jen Rudin)
- De Young Artist Award voor Best Performance in a Voice-Over Role - Young Actor (Matthew Josten)

Datzelfde jaar werd de film ook voor 13 andere prijzen genomineerd, waaronder een Golden Reel Award, vier Annie Awards en een Satellite Award.